# レペ
レペ（Lepe）は、スペイン・アンダルシア州ウエルバ県のムニシピオ（基礎自治体）。ウエルバ県西部にあり、大西洋に面している。

## 歴史
レペの歴史はかなり古い。イベリア半島に初めて定住した人々が、ピエドラス川とカレラス川の河口の間に広がる低地で暮らしていた。いくつかの村には採集と漁業で暮らす人々が暮らし、豊かな地中海性森林で水を採取し、彼らは非常にわずかな痕跡を残した。ベリャ岬にあるその太古の定住地は、レドンデーラの一部にまで至っていた。
レペが大きく発展するのはアラブ支配時代である。ニエブラの太守国に属し、その海岸地方の中心だった。
アラブ人が追放されると、テンプル騎士団がこの土地を治め、同時にカスティーリャ人が再植民を行った。1307年から1312年にかけテンプル騎士団が解体されると、アジャモンテ同様にグスマン家（のちにメディナ＝シドニア公を輩出する）のマリーア・コロネルがレペを購入した。テレサ・デ・グスマンがアジャモンテ侯の元へ嫁ぐ際にレペは彼女の持参金の一部となり、以後1830年代までアジャモンテ侯がレペの領主だった。
20世紀半ば以降、ラ・アンティージャ、イスランティージャといったリゾート地ができた。

### ギャラリー
- カルタギネンシスの地図。南西端にレペの名がある
- カタラン塔。フェリペ2世時代、トルコ海賊を見張るためつくられた

## 経済
現在のレペの経済は観光業が中心で、ホテルの客室数は1866部屋である。1990年代にイチゴ栽培が盛んになって、ベージャ協同組合を通じて輸出されている。漁業はエル・テロン港で行われていたが現在は廃れており、船はイスラ・クリスティーナに依存している。

## 人口
| レペの人口推移 1900－2010                                |
|                                                          |
| 出典：INE（スペイン国立統計局）1900年 - 1991年、1996年 - |

## 政治
自治体首長はアンダルシーア国民党（Partido Popular Andaluz）のマヌエル・アンドレス・ゴンサーレス・リベーラ（Manuel Andrés González Rivera）で、自治体評議員はアンダルシーア国民党：13、アンダルシーア社会労働党（Partido Socialista Obrero Español de Andalucía）：5、EP-And（Partido Andalucista-Espacio Plural Andaluz）：2、IULV-CA（IULV-CAはIzquierda Unida Los Verdes-Convocatoria por Andalucía、統一左翼の地域支部政党）：2、GIPMTM（Grupo Independiente Pro-Municipio de Torre del Mar）：1となっている（2011年5月22日の自治体選挙結果、得票順）。
| 1999年6月13日自治体選挙 |        |        |          |
| 政党                    | 得票数 | 得票率 | 獲得議席 |
| PSOE                    | 4,446  | 52.14% | 9        |
| PP                      | 2,535  | 29.73% | 5        |
| PA                      | 1,481  | 17.37% | 3        |

| 2003年5月25日自治体選挙 |        |        |          |
| 政党                    | 得票数 | 得票率 | 獲得議席 |
| PSOE                    | 4,466  | 43.94% | 9        |
| PP                      | 4,265  | 41.96% | 9        |
| PA                      | 1,349  | 13.27% | 3        |

| 2007年5月27日自治体選挙 |        |        |          |
| 政党                    | 得票数 | 得票率 | 獲得議席 |
| PP                      | 7,418  | 59.87% | 13       |
| PSOE                    | 3,813  | 30.77% | 7        |
| PA                      | 746    | 6.02%  | 1        |
| IULV-CA                 | 320    | 2.58%  | 0        |
| LV                      | 32     | 0.26%  | 0        |

| 2011年5月22日自治体選挙 |        |        |          |
| 政党                    | 得票数 | 得票率 | 獲得議席 |
| PP                      | 7,193  | 59.61% | 13       |
| PSOE                    | 2,855  | 23.66% | 5        |
| AP-EP-And               | 1,119  | 9.27%  | 2        |
| IULV-CA                 | 652    | 5.40%  | 1        |

### 司法行政
レペはアジャモンテ司法管轄区に属す。

## 出身者
- ロドリーゴ・デ・トリアーナ（スペイン語版） - 船員。クリストーバル・コロンの第一次航海に参加。

## 姉妹都市
- ラゴア (ポルトガル)、ポルトガル
- トメジョーソ、スペイン
- フェテシュティ、ルーマニア[11]

## 交通
- 空港 - 最寄はポルトガルのファロ空港で、約70km離れている。
- 道路 - A-49（セビーリャ＝アヤモンテ区間）、N-431
- 鉄道 - 1987年にヒブラレオン＝アヤモンテ鉄道が廃止されてから鉄道駅がない。最寄はウエルバ駅か、ポルトガル鉄道のヴィラ・レアル・デ・サント・アントニオ駅となる。